# Gregoria Pérez de Denis
Gregoria Pérez de Denis is een plaats in het Argentijnse bestuurlijke gebied Nueve juli in de provincie Santa Fe. De plaats telt 2.185 inwoners.